# Bel-Typ
Die Schwergut-Standardschiffe des „Bel“-Typ zählen zur Gruppe der Empire-Schiffe. Sie wurden während des Zweiten Weltkriegs auf britischen Werften gebaut.

## Einzelheiten
Vor dem Hintergrund des anfangs erfolgreichen deutschen U-Boot-Krieges des Zweiten Weltkriegs kam es auf britischer Seite zu einer Verknappung von Frachtraum. Das britische Ministry of Shipping ließ den Bau von Schiffen in der Werftindustrie des Vereinigten Königreichs bald nach Kriegsbeginn auf den Bau von Standardschiffen umstellen. Auf Seiten der Alliierten war es während der Kriegsjahre notwendig, viele schwere Kriegsgüter, wie beispielsweise Panzer, Lokomotiven oder Landungsboote und andere große Kolli zu transportieren. Der Entwurf des „Bel“-Typ fußte auf den vor dem Krieg bei der Werft Armstrong-Whitworth für die norwegische Reederei Belships gebauten Schwergutschiffen. Die „Belships“ waren hier von besonders großem Wert. Wie groß die Bedeutung war, lässt sich daran ermessen, dass der Begriff „Belship“ während der 1930er- und 1940er-Jahre im angelsächsischen Sprachraum zum Synonym für Schwergutschiffe wurde. Die Reederei musste nach Kriegsende mit den britischen Behörden darum streiten, den Gebrauch des Begriffs auf heavy lift ships zu ändern.
In den Jahren von 1943 bis 1947 wurden insgesamt zehn Schiffe gebaut. Sechs Einheiten entstanden auf der Vickers-Armstrongs-Werft in Barrow, die ersten beiden Schiffe waren 10,67 Meter kürzer als die Folgebauten und mit Dieselmotoren als Antriebsanlage ausgerüstet, sie erreichten eine Geschwindigkeit von etwa 12 Knoten. Vier der Vickers-Schiffe erhielten Dampfturbinen, was eine Geschwindigkeit von rund 15 Knoten ermöglichte. Vier weitere Schiffe mit turboelektrischem Antrieb wurden bei Greenock Dockyard in Greenock gebaut. Auch diese erreichten eine Geschwindigkeit von rund 15 Knoten. Alle Schiffe verfügten über drei Laderäume mit großen Luken und verstärkter Tankdecke, drei 132-Tonnen-Schwergut-Ladebäume und mehrere Ladewinden. Die Schiffe waren für den Transport extrem schwerer oder besonders sperriger Ladungen an Deck vorbereitet. Die Aufbauten waren drei Viertel vorne angeordnet, die Maschine lag achtern. Eingesetzt wurden die Schiffe vom Ministry of War Transport.